# Sonia Escolano
Fuensanta Sonia Escolano Pujante coneguda com a Sonia Escolano o Fuensanta Escolano Pujante (Alacant, 26 de desembre de 1980) és una directora, guionista de cinema i escriptora valenciana. És especialment coneguda pel llargmetratge Myna se va que va dirigir en 2009 al costat de Sadrac González i que li ha valgut el reconeixement internacional.

## Biografia
Nascuda a Alacant al desembre de 1980, es va traslladar a Alcalá de Henares en 1996 per estudiar humanitats. Va començar a veure's seduïda pel món de la interpretació i el cinema. Finalment va estudiar direcció i va començar a fer curtmetratges amb el seu company Sadrac González.
En 2005 va realitzar amb Sadrac el seu primer curt "El señor Cuello-largo" amb el qual van guanyar el segon premi en el festival de cinema d'Alcalá de Henares. Posteriorment va dirigir altres curts com "Julietas" (2016), "El rapto de Ganímedes", "Cédric" mostrant el seu talent per manejar actors infantils i "In honoris causa", que van rodar íntegrament en japonès.
En 2009 va dirigir al costat de Sadrac González el llargmetratge Myna se'n va, el seu treball més destacat. En ella explica la història d'una jove russa, sense papers i els problemes pels quals passa a Espanya. La pel·lícula va ser produïda amb 6000 euros pel policia local alacantí Javier Albarracín que va conèixer a Sonia quan era nena.
Aquesta pel·lícula guanya l'Indie Fest a millor pel·lícula a Los Angeles, a més de multitud de festivals internacionals entre els quals destaca l'Austin Film Festival, un dels més importants del món. També participa en la secció oficial de festivals com Athensfest, Els reencontres des cinémas d'Europe o el The Bronx Independent de Nova York. En 2010 la pel·lícula és finalista dels Premis Goya amb 11 nominacions, dues d'elles porten el seu nom: millor direcció novel i millor muntatge. En 2011 la pel·lícula Myna se'n va es va estrenar en sales de cinema dels Estats Units, cosa impensable per a una cinta indie de low cost. Destaquen les ciutats de Minneapolis, Los Angeles, St. Louis, Phoenix, Houston, San Francisco, Dallas, Seattle, Miami, Denver, New York, i Palm Beach, 
En 2009 roda el tràiler fals "Second Blood", rodat en japonès per actors espanyols, per a Teaserland amb el qual queda finalista de més de 1000 treballs presentats i el curtmetratge "Invisible Old People".
Sonia és també la directora del grup teatral “Rotos y descosidos”, especialitzada en representacions de Federico García Lorca i on forma en la interpretació a cantants d'òpera.
El març de 2015 va publicar la seua primera novel·la de ficció, titulada El Rey Lombriz i basada en un guió de cinema.

## Filmografia
| Any  | Pel·lícula               | Tipus         |
| ---- | ------------------------ | ------------- |
| 2005 | El Señor Cuello-Largo    | Curtmetratge  |
| 2006 | Julietas                 | Curtmetratge  |
| 2007 | Cédric                   | Curtmetratge  |
| 2007 | El Rapto de Ganímedes    | Curtmetratge  |
| 2009 | Second Blood             | Trailer fals  |
| 2009 | Invisible Old People     | Curtmetratge  |
| 2009 | Myna se'n va             | Llargmetratge |
| 2009 | Invisible Old People     | Curtmetratge  |
| 2013 | Cinq minutes             | Curtmetratge  |
| 2018 | Casa de sudor y lágrimas | Llargmetratge |

## Publicacions
- El Rey Lombriz (2015) Editorial Enxebrebooks[9]